# 張庸
張庸（？—？），字子登，河南汝寧府光州光山縣人，民籍，明朝政治人物。

## 生平
嘉靖三十七年（1558年）戊午科河南鄉試第十六名舉人。嘉靖三十八年（1559年）中式己未科會試第二百二十七名，三甲第二百零二名進士。授揚州府推官，歷官刑部四川司署郎中事主事，隆庆四年（1570年）十二月录囚，六年恤刑江西，萬曆二年（1574年）八月升福建副使，四年三月调陕西副使，五年正月升陕西行太僕寺卿。

## 家族
曾祖張道清；祖父張璲，縣丞；父張如軫。前母胡氏；母舒氏。慈侍下。兄张应（知县）。